# Slaget vid Carham
Slaget vid Carham (cirka 1018) (ibland även kallad för Slaget vid Coldstream) var ett fältslag mellan Kungariket Skottland och Kungariket England vid Carham on Tweed. Den skotska styrkan leddes av Malkolm II av Skottland och Eógan II av Strathclyde,  vilka mötte den engelska befälhavaren Uhtred den modige. Den ihopslagna skotska styrkan besegrade engelsmännen och Skottland kunde senare dra sin östra gräns vid floden Tweed.

## Debatt
Slagets betydelse har varit omdebatterat, speciellt när det gäller regionen Lothian. Skotska historiker har hävdat att Skottlands expansion och erövring av Lothian var en följd av slaget vid Carham. Den skotska historikern Marjorie O. Anderson hävdar däremot att den engelska kungen Edgar redan år 973 hade överlämnat Lothian till Kenneth II av Skottland. Det har dock också hävdats att Lothian blev skotskt först under 1000-talet. I engelska källor brukar slaget vid Carham däremot inte ges någon särskild betydelse.
Även när slaget ska ha ägt rum har debatterats. Symeon av Durham använde sig av redan existerande källor och förlade slaget till 1018. Bland annat nämner Symeon en komet som ska ha synts under slaget, och denna komet kan bevisas ha setts 1018. Dock har bland andra Frank Stenton påpekat att flera astronomiska iakttagelser som nämns i källor i samband med slaget, gör att själva slaget kan dateras till 1016. Stenton påpekat också att Uhtreds död 1016 talar emot att slaget skulle ha skett 1018.